# Grace Paley
Grace Paley (Bronx, Nova York, 11 de desembre de 1922 – Thetford, Vermont, 22 d'agost de 2007) va ser una escriptora nord-americana de contes i poesia, professora i activista política.

## Biografia
Grace Paley (Goodside de soltera) va néixer a Nova York, filla d'Isaac i Manya Ridnyik Goodside, que van adaptar a l'anglès el cognom de Gutseit quan van emigrar des d'Ucraïna. El seu pare era metge. La família parlava rus i jiddisch, a més d'anglès. Era la més jove dels tres fills Goodside (setze i catorze anys més jove que el germà i la germana Víctor i Jeanne, respectivament). Paley de nena era un gallimarsot ('tomboy' en anglès).
Els anys 1938 i 1939 Paley va estudiar al Hunter College, i tot seguit a The New School per poc temps, però no s'hi va graduar. A principis de 1940, Paley va estudiar amb W.H. Auden a la New School for Social Research. Les preocupacions socials d'Auden i l'ús de la ironia se citen sovint com una influència important en els primers treballs de Paley, sobretot en poesia. El 20 de juny de 1942 es va casar amb el director de fotografia Jess Paley, amb qui va tenir dos fills, Nora (1949) i Danny (1951). Més tard es van divorciar. El 1972 Paley es va casar amb el poeta (i autor de la sèrie Nghsi-Altai) Robert Nichols.
Paley va ensenyar escriptura al Sarah Lawrence College. El 1980 va ser elegida per l'Acadèmia Nacional d'Arts i Lletres, i el 1989 el governador Mario Cuomo la va nomenar escriptora oficial de l'Estat de Nova York. Va ser la poeta llorejada de l'Estat de Vermont entre el 5 de març del 2003 fins al 25 de juliol del 2007. Va morir a casa seva a Thetford (Vermont) a 84 anys de càncer de mama.

## Activisme polític
Paley era coneguda pel pacifisme i per l'activisme polític. Va escriure sobre les complexitats de les vides de les dones i els homes i advocava per millorar-ne les condicions de vida. Durant la dècada dels 1950 es va unir a les protestes contra la proliferació nuclear i la militarització dels EUA. També va treballar amb el Comitè Americà del Servei als Amics per establir grups de pau veïnals; al Comitè va conèixer el seu segon marit, Robert Nichols.
Amb l'escalada de la guerra del Vietnam, Paley es va unir a la Lliga de Resistents a la Guerra. El 1968 va signar la "Writers and Editors War Tax Protest" per rebutjar el pagament d'impostos per finançar la guerra del Vietnam. El 1969 es va fer molt coneguda com a activista en acompanyar una missió de pau a Hanoi per negociar l'alliberament dels presoners de guerra. Va ser delegada a la Conferència Mundial de la Pau 1974 a Moscou, i el 1978 la van detenir per desplegar una pancarta antinuclear al jardí de la Casa Blanca. En la dècada de 1990 Paley va fer costat als esforços per millorar els drets humans i per resistir la intervenció militar dels EUA a l'Amèrica Central.

## Obra
Després d'un seguit de treballs rebutjats, Paley va publicar el primer recull de contes, The Little Disturbances of Man (1959), amb l'editorial Doubleday. El llibre conté onze relats sobre la vida a Nova York, alguns dels quals han estat inclosos en altres antologies, sobretot "Goodbye and Good Luck" i "The Used-Boy Raisers". A The Little Disturbances of Man Paley presenta el personatge semiautobiogràfic "Faith Darwin" (a "The Used-Boy Raisers" i "A Subject of Childhood"), que més tard també apareix en sis contes d'Enormous Changes at the Last Minute i a deu de Later the Same Dayd. Com a autora desconeguda no va tenir gaires ressenyes, però les que va rebre van tendir a ser bones (incloent-hi la de Philip Roth i la de The New Yorker). Malgrat el poc ressò inicial que va tenir el llibre, Viking Press el va reeditar l'any 1968.
"Goodbye and Good Luck" va ser adaptat com a musical per Mabel Thomas (llibret), Muriel Robinson (lletres) i David Friedman (música) el 1989, i actualment encara es representa.
Després de l'èxit de The Little Disturbances of Man, l'editor de Paley la va animar a escriure una novel·la. Després d'alguns anys retocant esborranys, Paley va tornar a la ficció curta. Amb l'ajuda de Donald Barthelme va confegir un segon recull de contes el 1974, Enormous Changes at the Last Minute. En aquesta compilació de disset històries hi ha diversos personatges recurrents de The Little Disturbances of Man (sobretot el narrador "Faith", però també Johnny Raferty i la seva mare). Alhora, continua l'exploració de qüestions racials, de gènere i de classe. Va col·locar el conte llarg "Faith in a Tree" aproximadament al mig del recull i aplega un seguit de personatges i temes de les altres històries en un parc un dissabte a la tarda. Faith, el narrador, puja a un arbre per tenir una perspectiva més àmplia sobre els seus dos veïns i el "món de tot l'home" i, després de trobar-se amb diversos manifestants contra la guerra, declara un nou compromís social i polític. Els canvis de veu narrativa, la metaficció i trames incompletes i fragmentades han fet que la major part dels crítics hagin classificat el llibre com una obra postmoderna.
Paley segueix les històries de Faith i els seus veïns a Later the Same Day (1985). Aquests tres volums es van reunir en els Collected Stories de 1994, que va ser finalista del premi Pulitzer i del National Book Award.
Tot i que és coneguda bàsicament pels seus contes, Paley també va publicar tres volums de poesia: Leaning Forward (1985), New and Collected Poems (1992) i Long Walks and Intimate Talks (1991).
Va contribuir amb l'escrit "Per què la pau és (més que mai) una qüestió feminista" ("Why Peace Is (More Than Ever) a Feminist Issue") per a l'antologia Sisterhood Is Forever: The Women's Anthology for a New Millennium, editada per Robin Morgan.

## Premis
Paley va guanyar una beca Guggenheim de Narrativa (1961), el premi Edith Wharton (1983), el premi Rea per a contes (1993), el premi del Governador de Vermont a l'Excel·lència en les Arts (1993), premi PEN / Malamud a l'excel·lència en ficció curta (1994) i el Premi Cultural Jueu d'Assoliment d'Arts Literàries (1994).
En la cinquena edició de la cerimònia dels Premis Justícia Social de la Universitat de Dartmouth, l'any 2006, va rebre el 18è Premi Lester B. Granger per tota la seva carrera.

## Llibres publicats
- The Little Disturbances of Man (contes, 1959)
- A Subject of Childhood i una conversa amb l'author a New sounds in American fiction, editor Gordon Lish (1969)
- Enormous Changes at the Last Minute (contes, 1974)
- Later the Same Day (contes, 1985)
- Leaning Forward (poesia, 1985)
- 365 Reasons Not to Have Another War (amb Vera Williams, no ficció, War Resisters League, 1989)
- Long Walks and Intimate Talks (contes i poemes, 1991)
- New and Collected Poems (1992)
- The Collected Stories (1994). Versió catalana d'Emili Olcina: Tots els contes (Barcelona: Edicions de 1984, col. Mirmanda núm. 160, 2017)
- Just As I Thought (recull semiautobiogràfic d'articles, reportatges i converses, 1998)
- Begin Again: Collected Poems (2000)
- Fidelity (2008), pòstum  Arxivat 2017-08-12 a Wayback Machine.